# حمله با چاقو ۲۰۲۰ نیس
در ۲۹ اکتبر سال ۲۰۲۰، سه نفر در طی حمله سلاح سرد کشته شدند، این حمله در کلیسای نوتر-دام دو نیسدر شهر نیس، فرانسه اتفاق افتاد. یکی از قربانیان زن که گفته می‌شود از خادم کلیسا بوده، توسط مهاجم سر بریده شد. چندین قربانی اضافی زخمی شدند. مهاجم که توسط پلیس مورد اصابت گلوله قرار گرفت، بازداشت شد.
شهردار نیس گفت که این یک «حمله تروریستی» است، و آن را به بنیادگرایی اسلامی نسبت می‌دهد. به گفته شهردار، مهاجم پس از دستگیری همچنان فریاد " الله اکبر " را ادامه داد.

## زمینه
در سالهای اخیر، فرانسه شاهد حملات تروریستی جهادی متعددی بوده‌است که هم توسط گروه‌های تروریستی دولت اسلامی و القاعده و هم توسط تروریست‌های گرگ تنها با الهام از این دو گروه انجام شده‌است. نیس شاهد حمله یک کامیون در سال ۲۰۱۶ بود که منجر به کشته شدن ۸۶ نفر شد. چند روز پس از آن، کشیشی به نام ژاک امل در حمله به کلیسایی در نرماندی کشته شد.
چهار هفته قبل از این حادثه، امانوئل ماکرون، رئیس‌جمهور فرانسه، اسلام را مذهبی «در بحران» در سراسر جهان توصیف کرد که باعث واکنش مسلمانان شد. وی متعهد شد که لایحه ای را برای تقویت قانونی در سال ۱۹۰۵ ارائه دهد که رسماً کلیسا و ایالت فرانسه را از هم جدا می‌کرد. دو هفته قبل از این حادثه، ساموئل پتی، یک معلم تاریخ، پس از نشان دادن کارتون‌های شارلی ابدو که پیامبر اسلام را به تصویر می‌کشید، به دست شاگردانش توسط یک مسلمان چچنی ۱۸ ساله به سرش بریده شد. به دنبال این وقایع، رجب طیب اردوغان، رئیس‌جمهور ترکیه خواستار تحریم محصولات فرانسوی شد. چندین اعتراض در سراسر جهان اسلام در پی داشت، که در آن عکسهای امانوئل مکرون، رئیس‌جمهور فرانسه، که علیه فرانسه شعار می‌داد، سوزانده شد.

## حادثه

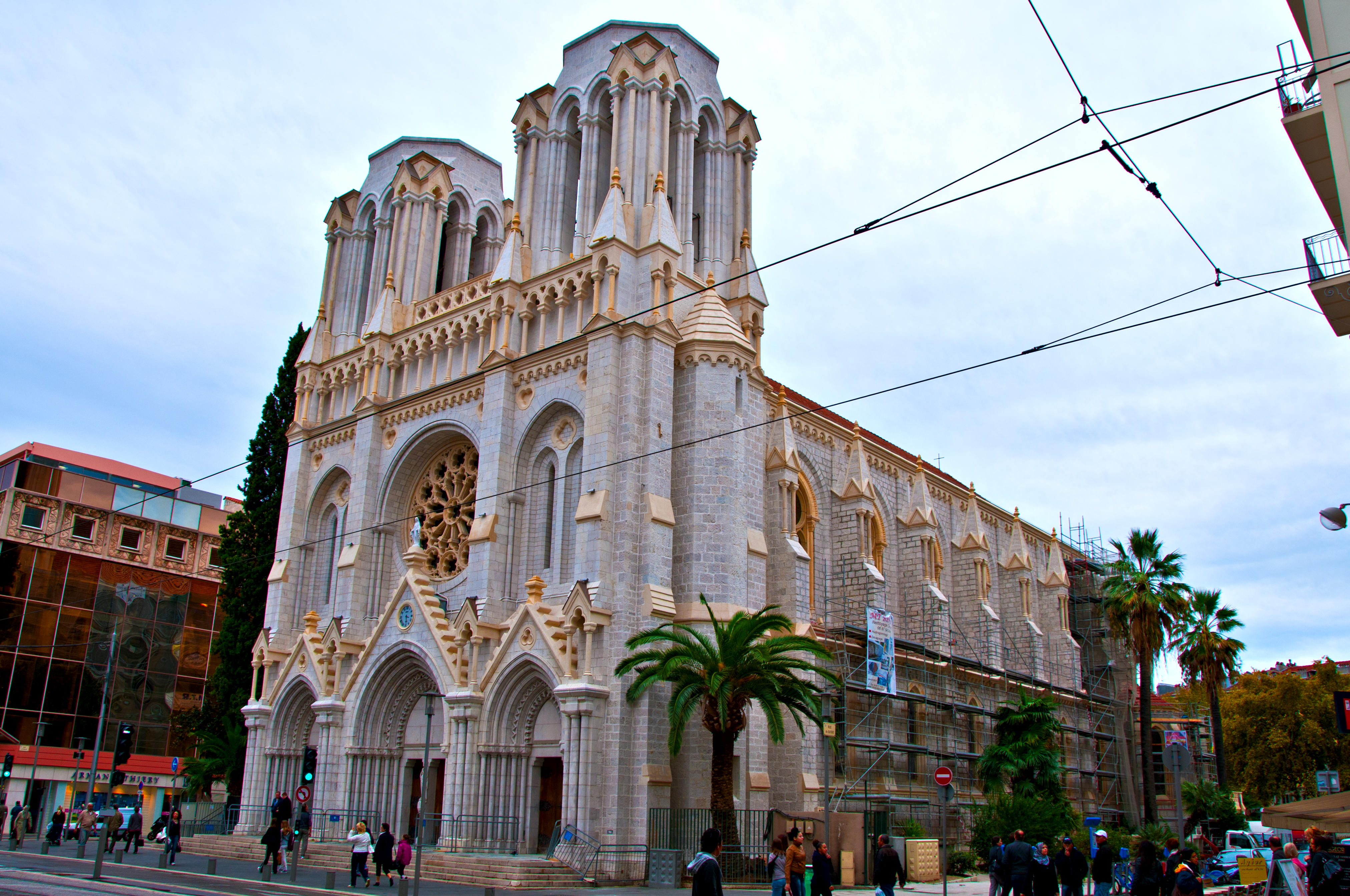
نوتر-دام دو نیس، سایت حمله

این حمله با چاقو که در کلیسای نتردام شهر نیس «یا در نزدیکی آن» رخ داده سه کشته و چندین مجروح و زخمی بر جای گذاشته‌است. کریستیان استروزی، شهردار نیس، در حساب توییتری خود انگیزه حمله را «تروریستی» توصیف کرده‌است. گفته می‌شود مهاجم حتی پس از شلیک و بازداشت توسط پلیس فریاد: «الله اکبر» به‌طور مکرر سر داده. به گفته منابع پلیس، دو زن و یک مرد کشته شدند، در حالی که یکی از این زنان سرش از بدنش جدا شد؛ که دو نفر از قربانیان در داخل کلیسا جان خود را از دست دادند، در حالی که نفر سوم پس از فرار از کلیسا با جراحات جدی در یک بار در نزدیکی آن جان سپرد یکی از قربانیان رئیس کلیسا بود.
او در حدود ۷ صبح در راه‌آهن سراسری نیس بود و پس از پشت و رو کردن کاپشن و تعویض کفش‌ها و طی ۴۰۰ متر، به کلیسا رسید و از درب جانبی وارد می‌شود.
وزیر کشور جرالد دارمانین گفت که عملیات پلیس در این شهر در جریان است. در حالی که افسران پلیس ضد تروریسم به شدت مسلح، گشت زنی در خیابان‌های اطراف کلیسای جامع را آغاز کردند، یک واحد دفع بمب به صحنه جنایت حضور پیدا کرد.

## مهاجم
گفته می‌شود که حمله کننده یک جوان ۲۱ ساله تونسی به اسم ابراهیم عیساوی است. او در اواخر سپتامبر سال ۲۰۲۰ (اوایل مهر) به عنوان مهاجر وارد جزیره لامپدوزا ایتالیا شده بود.او در ۹ اکتبر به بندر باری، در جنوب ایتالیا نقل مکان کرد. و در روزهای بعد به فرانسه سفر کرد. دادستان ژان فرانسوا ریکاردد گفت که مظنون به عنوان یک تهدید بالقوه تروریستی در رادار هیچ آژانس اطلاعاتی نبوده‌است. بعد از حمله، او جراحات شدیدی به همراه داشت.
او در ایتالیا بخاطر قوانین، به قرنطینه اجباری می‌رود و دولت ایتالیا دستور خروج از خاک را برای وی صادر می‌کند. وی مدرک شناسایی یا مهاجرت نداشت و فقط برگه ای از صلیب سرخ ایتالیا به همراه داشت که نشان می‌داد او متولد ۱۹۹۹ در تونس است. در ساک او سه چاقو، دو گوشی تلفن همراه و یک قرآن کشف شد. به گفته دادستان سیسیل «او ۱۴ روز را در یک قایق در قرنطینه بود تا اینکه در تاریخ ۹ اکتبر به شهر باری ایتالیا منتقل شد.». به‌طور کلی تونسی‌ها اغلب دستور خروج از ایتالیا دریافت می‌کنند اما بسیاری به صورت غیرقانونی وارد فرانسه می‌شوند. مهاجم هم غیرقانونی وارد فرانسه شد.

## قربانیان

ونسان لوک در چپ و سیمون بارتو سیلوا در راست

در این حمله سه نفر کشته شدند: یک زن ۷۰ ساله که برای نیایش به کلیسا رفته بود، سرش بریده شد. یک مرد ۴۵ ساله که به عنوان خادم کلیسا خدمت می‌کرد، گلوی او هم را بریده شد؛ و زنی در حدود ۳۰ سالگی که پس از فرار از کلیسا با جراحات جدی در یک میله نزدیک درگذشت.
روز بعد، یک رسانه محلی فرانسه هویت قربانیان این حمله را اعلام کرد: نخستین قربانی مردی ۵۵ ساله به نام «ونسان لوک»، پدر دو فرزند و مسئول حفاظت از اشیاء مقدس کلیسا بود. دیگری مادری ۴۴ ساله با سه فرزند و برزیلی‌تبار به نام «سیمون» بود که دانش‌آموخته رشته آشپزی در نیس بود و در امور خیریه از قبیل کمک‌رسانی به فقرا فعالیت داشت. و یکی دیگر از آنان زنی ۶۰ ساله بود که در کلیسا مشغول عبادت بود. جسد او با گلویی که عمیقاً بریده شده بود پیدا شد و نشان از تلاش مهاجم برای بریدن سر وی بود.
ونسان لوک اندکی ۵۵ ساله پس از باز کردن درهای کلیسا در ساعت ۸٫۳۰ صبح، مورد حمله قرار گرفت. گفته می‌شود مهاجم گلوی او را شکافت و سپس سر او را برید. لوک به مدت ۱۰ سال در کلیسا کار کرد و به تازگی یک خانه به همراه همسرش در نزدیک روستایی خریده بود. سیمونه بارتو سیلوا، ۴۴ ساله، در داخل کلیسا چندین ضربه چاقو خورد. روزنامه گاردین گزارش داد که وی توانست به یک رستوران محلی فرار کند ولی در آنجا بر اثر جراحات درگذشت. او قبل از مرگ به امدادگران گفت: «به بچه‌هایم بگویید من آنها را دوست دارم». او سه دهه در فرانسه زندگی کرده بود و به عنوان یک فعال فرهنگی کار کرد.

## حوادث موازی
- در همان روز، مردی در نزدیکی کلیسایی در شهر «سارتروویل» در ۲۰ کیلومتری حومه پاریس دستگیر شد. او سعی کرده بود یک حمله چاقویی را انجام دهد و به نقل از وی گفته شد که از حمله نیس الهام گرفته‌است.[۲۴] این فرد در «فهرست s» آژانس اطلاعاتی فرانسه قرار گرفته بود و پدر وی به پلیس زنگ زد و عنوان کرد که پسرش قبل از خروج از خانه، گفت می‌خواهد حمله ای مثل نیس انجام دهد. ماموان او را در حال پرسه زنی در نزدیک کلیسا محله بازداشت کردند اما سلاحی نزد او پیدا نکردند.[۲۵]
- دو ساعت پس از حمله نیس، مردی که ادعا می‌کرد عضوی از راست افراطی است[۲۶] توسط پلیس در شهر آوینیون به ضرب گلوله کشته شد. او افسر پلیس و یک تاجر با سابقه آفریقای شمالی را با اسلحه دستی تهدید کرده بود،[۲۷] و گفته می‌شود که به نازی‌ها احترام می‌گذاشت[۲۸] و سابقه درمان روانپزشکی داشت.[۲۷] او با تهدید چاقو و فریاد «الله اکبر» سعی کرد به عابران حمله کند.[۲۵]
- یک مرد مسلح به یک قمه با تیغه حدود سی سانتی‌متری در لیون دستگیر شد. طبق گفته پلیس، او آماده حمله به مردم در یک تراموا (واگن برقی) بود.[۲۹] روزنامه محلی «لوپروگره» نوشت که او تبعه افغان است و قصد داشت در ایستگاه «براش» لیون با قمه وارد تراموا (واگن برقی) شود و همه را قتل‌عام کند. خبرگزاری فرانسه نوشت که خطر این حمله بسیار جدی بوده اما مأموران به راحتی وی را بدون مقاوت خاصی بازداشت کردند.[۲۵]
- علاوه بر این، یک حمله چاقوی جداگانه توسط کنسولگری فرانسه در جده، عربستان سعودی گزارش شد، جایی که یک مهاجم به محافظ ساختمان حمله کرد اما دستگیر شد.[۳۰]

## واکنش‌ها
واکنش‌ها در فرانسه
پس از رسیدن خبر ضربات چاقو لحظه ای سکوت در مجمع ملی فرانسه شد. دولت تأیید کرد که رئیس‌جمهور امانوئل مکرون بعداً صبح از محل حمله بازدید خواهد کرد.
یک نماینده شورای ایمان مسلمان فرانسه این حمله را محکوم کرد و گفت «به نشانه عزاداری و همبستگی با قربانیان و عزیزان آنها، من از همه مسلمانان فرانسه می‌خواهم که همه جشن‌های جشن مولید را لغو کنند.»
واکنشهای خارجی
رئیس پارلمان اروپا، دیوید ساسولی، نخست‌وزیر اسپانیا ، پدرو سانچز، و نخست‌وزیر ایتالیا، جوزپه کنته ، همه به ملت فرانسه تسلیت گفتند. ساعاتی پس از وقوع حادثه، نخست‌وزیر پیشین مالزی مهاتیر محمد گفت که مسلمانان «حق مجازات» فرانسوی‌ها را دارند. وزارت خارجه ترکیه با انتشار بیانیه ای ضمن ابراز همدردی با مردم فرانسه اظهار داشت: "هیچ دلیلی نمی‌تواند کشته شدن شخصی یا خشونت را قانونی یا معذور بداند. کسانی که این حمله وحشیانه را در یک عبادتگاه مقدس انجام داده‌اند، به طور واضح از هیچ ارزش دینی، انسانی و اخلاقی برخوردار نیستند. "